# スーパーボンバーマン4
『スーパーボンバーマン4』は、1996年4月26日に日本のハドソンから発売された固定画面アクションゲーム。
同社による『ボンバーマンシリーズ』のスーパーファミコン用ソフト第5作目。主人公の「ボンバーマン」を操作し、未来を操作しようとしている悪の天才科学者「バグラー」の野望を阻止する事を目的としている。新要素として「ボンバースロー」や「ボンバープッシュ」、「デンジャラスボム」などが追加されている。
開発はハドソンおよびプロデュース!が行い、プロデューサーはPCエンジンSUPER CD-ROM²用ソフト『ダンジョンエクスプローラーII』（1993年）を手掛けた小崎整、ゲーム・デザインは『ミスティックアーク』（1995年）を手掛けた平井隆之、音楽は前作に引き続き竹間淳が作曲を担当している他、『スーパーボンバーマン2』や『ボンバーマンGB』シリーズの曲を手掛けている福田裕彦が編曲を担当した。。アートデザインは前作及び『ボンバーマンGB2』に引き続き水野祥司と吉見直人が担当している。

## ゲーム内容
本作では新要素として、他のボンバーマンを持ち上げ、投げ飛ばすことができる「ボンバースロー」と他のボンバーマンを突き飛ばすことができる「ボンバープッシュ」といったアクション面の要素が追加されている他、キックした爆弾同士がぶつかり合うと広範囲に爆風が広がる「デンジャラスボム」になるといった要素も追加されている。

### ノーマルゲーム
ボンバーマンを操作し、数々のステージを進んでいく。全5ステージで、1つのステージは8つのエリアで構成されている。うち、最終ステージ以外のエリア7は中ボス・ボンバー四天王との対決、エリア8面はステージボスの巨大メカとの対決となっている。クリアしていないステージに進んだ場合は8エリアを順番にクリアする必要があるが、一度クリアしたステージはエリアを選択して遊ぶことができる。ゲームオーバーになってコンティニューした際も、同じようにステージ・エリア選択が可能。
通常のエリアでは、エリア内のすべての敵キャラクターを倒すことで出現するワープゲートに入ることでクリアとなる。ボスエリアでは、ボスキャラクターを倒すことでワープゲートが出現する。ワープゲートに当たった爆風はそこで遮断されるが、敵が復活することはない。
爆弾の爆風に当たる・敵や攻撃トラップに触れる・残り時間が0になるとミスになり、残機が減りエリアの最初からやり直しとなるほか、ボムアップ・ファイアー・スピードアップ以外のアイテムの効果が失われる。残機0の時にミスをするとゲームオーバー。何回でもその場でコンティニューができるほか、後で再挑戦する場合に必要なパスワードも表示されるが、コンティニューをすると装備はすべてなくなる。残機はアイテム「1UP」を取るか、スコア（得点）が一定値以上になるごとに増える。
2人同時プレイも可能。1Pは白ボン・2Pは黒ボンを操作する。タイトル画面やコンティニュー画面で2人プレイを選択するか、あるいは1人プレイ時にスタートボタンを押すことで途中参加することで可能（後者は残機が1減る）。残機は2人で共有制のため、残機が残っていないと乱入できない。片方がミスをしてもどちらかが生き残っていれば続行できるが、残り時間0になってしまうと残機1でもゲームオーバーになる。
エリアによってはハードブロック（破壊できない壁）に囲まれているワープポイントがあり、ごく一部の例外を除けば2人プレイ時のみ入れる。方法は「パワーグローブのアイテムを手に入れた側がもう片方を持ち上げて投げ入れる」「プッシュのアイテムを2人とも手に入れて特定のハードブロックを同時に押す」のどちらかであり、スーパーファミコンのシリーズでは全て本作独自の要素である。ワープポイントに入った時点で敵の残数に関係なくエリアクリアとなるほか、ボーナスステージに進める。ステージ内では制限時間30秒以内でアイテムを取ることができる。ソフトブロックを壊して見つけたり、スロットの絵柄を揃えたりと、それぞれ内容が異なる。
エリアによっては白ボン・黒ボンと同じ旅行シャトルの乗客だったその他のボンバーマンたち・ハニー・小鉄がオリに捕まっており、爆風で壊して助け出すことで「おたすけボンバー」としてアシストをしてくれる。おたすけボンバーは勝手に動き、爆弾でブロックを壊したりする。おたすけボンバーは無敵だが、逆におたすけボンバーの爆弾による爆風に巻き込まれた場合は通常通りミスとなる。
あらすじ
（参考:）
前作でボンバーマンに敗れた悪の天才科学者、プロフェッサーバグラーによって造られたボンバーマン暗殺部隊「ボンバー四天王」は、ボンバーマン一行が乗った旅行シャトルを襲撃する。
ボンバーマンは他の乗客と共にブラックホールに吸い込まれ、異なる時代にたどり着いてしまう。白ボンバーマンと黒ボンバーマンの2人が目を覚ますと、そこは原始時代であった。ボンバー四天王のひとり・ハンマーボンバーを退けた後、ボンバーマンは埴輪型メカ・原始機獣ドグーンを倒す。
その後、ボンバーマンは江戸時代に到着する。そこで四天王のひとり・ジェットボンバーを撃退した後、鎧武者型メカ・爆裂機獣マシンダーを破壊する。
現代にたどり着いたボンバーマンは、四天王のひとりレディボンバーと対決する。その後、空中から兵士型メカであるロケッティア・ジョーの襲撃を受け、撃破する。
ボンバーマンは、ロボット化した植物に覆われた未来で四天王のリーダー格・ボンバーバズーカを撃退したのち、ムカデ型メカ・爆転機獣センチビートを破壊し、バグラーによって歪められた未来世界の闘技場へと向かう。そこでボンバーマンは四天王を倒した後、その指揮官であるボンバーグレートも撃破する。そして、ボンバーマンの前に現れたのは、脳だけになって生き延び、電子電脳メカと化して復活したバグラーだった。

### バトルゲーム
互いに爆弾で攻撃し相手のボンバーマンを倒していく、おなじみの対戦ゲーム。1-5人で同時対戦できる。バトルロイヤルモード、チャンピオンモード、マニアックモードの3種類から選べる。時間切れ直前になるとフィールドを狭くするため降ってくる「プレッシャーブロック」は、本作では巻き込まれると乗り物に乗っていてもハートを取って耐久力を上げていても、一撃で即死する。
バトルロイヤルモード
通常の対戦形式。シングルマッチとタッグマッチの2種類から選べる。シングルでは「ダッシュボンバー」をONにすると、優勝者がボーナスゲームに挑戦し、次のバトル時にアイテムを1つ装備することができる。同モードでは、コンピュータの強さや優勝条件、さらにはみそボンの可否も設定できる。
チャンピオンモード
コンピュータが操作する、ボンバー四天王+ボンバーグレートの5人と連続で対決する。順番は、ハンマーボンバー→レディボンバー→ジェットボンバー→ボンバーバズーカ→ボンバーグレート。シングルマッチは1対1（1人プレイ）、タッグマッチは2対2（2人協力プレイ）で対戦する。全員勝ち抜くとエンディングの後に、勝ち負けの数に応じて評価が表示される 。
ルールは制限時間3分、3本勝負、みそボンあり（タッグマッチ時）。ステージは「しびれてぼん」で固定。途中で負けた場合はゲームオーバーとなり、その時点での評価が表示される（コンティニューは不可）。アイテム（爆弾5個、ファイアー6ブロック分、スピード4段階目、パンチ、キック、パワーグローブ、プッシュ）を装備した状態で対戦を行う。
マニアックモード
出現するアイテムとボンバーマンのHP（耐久回数）を自由に設定し、対戦するモード。出現アイテムは1種類9個まで・合計60個まで。HPはハンデキャップ項目内で各々1-5の範囲で選択。
ルールはCOMレベルふつう、制限時間3分、3本勝負、みそボンあり、サドンデスなし。ステージは「いつもの」で固定。

### アイテム
ソフトブロックを破壊するとアイテムが出ることがあり、取ることでボンバーマンがパワーアップする。ただし一度倒されると効果が失われてしまうものもある。
ボムキックとボム通過、貫通ボムとリモコンボムは併用できず、最後に取ったほうが優先される。
ボンバースローやボンバープッシュは、Bボタンを押している間“ふんばる”ことで、防止することができる。その間移動はできなくなる。
その他、ノーマルステージではスコアアイテムとして食べ物が登場する。
『3』『5』とは異なり、飛ばした爆弾でアイテムを潰すことはできない。
ボムアップ
設置できる爆弾の数が1つ増える。最大8つまで設置可能。
ファイアー
爆風の範囲が1段階伸びる。最大9ブロック先までアップ。
フルファイアー
火力が一気に最大になる。ファイヤーアップと違い、ミスすると効果が消えてしまう。
スピードアップ
ボンバーマンの移動スピードがアップ。最大6段階までアップ。バトルゲームでは初期値が1段階分高い。
ゲタ
マイナスアイテム。ボンバーマンの移動スピードがダウン。
パワーグローブ
足元にある爆弾を持ち上げて投げられるほか、重なっているボンバーマンを投げる「ボンバースロー」も可能。
ボムキック
設置した爆弾を蹴ることができる。自分で設置した爆弾を蹴った場合はXボタンで止められる。
パンチ
設置した爆弾を前方に弾き飛ばす。プッシュを持っている場合は、プッシュで爆弾を押し飛ばす。
プッシュ
相手ボンバーマンを押し飛ばす「ボンバープッシュ」ができる。
ボム通過
設置したボムの上を通ることができる。
ブロック通過
ブロックの上を通ることができる。ブロックの上では、爆風のダメージを受けない。
貫通ボム
爆風がブロックを貫くので、火力分だけブロックを一気に壊すことができる。
タマゴ
触れると乗り物に乗ることができる。敵キャラを倒して出現させたタマゴ以外は、ランダムで乗り物が決定される。
リモコン
（ノーマルのみ）設置した爆弾をBボタンで任意のタイミングで爆破できる。
ハート
ミスを1度だけ回避することができる。
耐火スーツ
（マニアックモード&ノーマルのみ）取ってから16秒間無敵になれる。点滅の速さで残り時間が把握できる。
1UP（ワンアップ）
（ノーマルのみ）ボンバーマンの残機が増える。最大9まで。
コスプレ
バトルゲームのステージ「なりきりこすぷれ」のみで登場。取得するとハニーか小鉄にコスプレできる。コスプレ中は爆風によるダメージを1回防ぐことができる。
ドクロ
バトルゲームのみ登場し、取ると様々なステータス異常を起こす。他のボンバーマンに触れるか、他のアイテムを取ることで元に戻る（ドクロ状態のプレイヤー同士が触れても何も起こらない）。このアイテムパネルは、爆風を受けても飛ばされるだけだが、ボムキックで巻き込めば他のアイテム同様消滅する。
- 俊足病
  - 移動スピードが極端に速くなる。

- 鈍足病
  - 移動スピードが極端に遅くなる。

- 下痢
  - 爆弾を強制的に設置してしまう。

- 不能病
  - 爆弾が設置できなくなる。

- スケスケ病
  - 一定時間ごとに自キャラが見えなくなる。

- 最低病
  - 設置できる爆弾が1つになり、火力も最小になる。

- チェンジ病
  - 突然、自分と相手キャラの位置が変わる。

- 止まれん病
  - 停止できなくなる。

- せっかち病
  - 爆弾を設置してから爆発するまでの時間が短くなる。

- のんびり病
  - 爆弾を設置してから爆発するまでの時間が長くなる。

- リバース病
  - 十字キーの操作が逆になる。

- しゃっくり病
  - 一定時間ごとにアイテムをばらまいてしまう。

### 乗り物
ノーマルゲームでは乗り物は他の敵と混じって登場、これを倒すことでタマゴになる。バトルゲームでは他のアイテム同様ブロックを壊すと出現する。乗り物に乗っている間は爆風に巻き込まれたり敵に触れたりしても、乗り物が倒されるだけでボンバーマンは無事で済む。
乗り物には生物系と機械系の2種があり、同系統のタマゴは最大2個まで予備としてストックすることができ、ボンバーマンの後ろをついてくるが、タマゴが爆風に巻き込まれると消滅するほか、相手にストックのタマゴを奪われてしまう可能性もある。乗り物の能力はYボタンで使用するものと、乗っているだけで効力を発揮するものの2種類がある。乗るだけで効果のあるタイプは、持っているアイテムの効果よりも優先される。
「ボンバーマンマニアックス」（アスペクト、1995年6月発行）に掲載されている『スパボン3』の開発者インタビューにて本作の内容予定について、（ノーマルゲームで）倒した敵が乗り物になる、生物系と機械系に分ける、タマゴ同士を連結させるといったアイデアが出ているとの発言がなされていた。
（※）印のついたキャラは特定のパスワードを入力することで、バトルゲームに登場させることができる。
アンゴラー（生物系）
ソフトブロック通過の効果が得られる。
ガメフライ（機械系）
Yボタンでミサイルとなって特攻し（乗り物は失われる）、ボンバーマンや障害物に当たると爆発する。
クレイジーバルーン（生物系）（※）
ボム通過の効果が得られる。
スイム（生物系）（※）
Yボタンで、進行方向にダッシュする。障害物に当たるまで止まれない。十字ボタンを進行方向に入れているとさらにスピードが上がるが、その場合は壁に激突すると一瞬動けなくなる。
ダルマン（機械系）（※）
移動スピードが最高段階になる。
タンクボン（機械系）
Yボタンで、一定時間相手の動きを鈍くするネバネバ弾を発射。
ダンシングピエロ（機械系）
Yボタンで、相手を踊らせて一定時間その場から動けなくする音符弾を発射。
ドグーンJr（機械系）
ボムキックの効果が得られる。
トリケラドプス（生物系）
貫通ボムの効果が得られる。
ハグハグ（生物系）（※）
Yボタンで全てのソフトブロックを壊す。
パックンガー（機械系）
Yボタンで所持している全ての爆弾を一度に一列に配置する（ラインボム）。本作でのラインボムは、軌道上に他のキャラクターがいても無視して設置できる。
ボーボー（生物系）（※）
フルファイアーの効果が得られる。
ポンポン（機械系）（※）
ボムパンチの効果が得られる。

### デンジャラスボム
ボムキックされた爆弾同士が衝突すると、合体してデンジャラスボムになる（赤色の「D」マーク付き）。その名の通り、場合によっては通常の爆弾より危険。爆風が正方形状になっており、障害物を貫通するため、物陰に隠れていても範囲内なら問答無用で巻き込まれてしまう。作成前のボムの種類は無視されるため、リモコンの特性は失われる。
ボムキックされたデンジャラスボムと他の爆弾が衝突・融合するとスーパーデンジャラスボム（黄色の「S」マーク付き）に、更にもう1つ爆弾が加わるとハイパーデンジャラスボム（銀色の「H」マーク付き）になる。火力はデンジャラスボムのランクによってそれぞれ一定で、デンジャラスは5×5マス、スーパーは8×8マス、ハイパーは真ん中に設置するとステージ全体を覆いつくす。
以後のシリーズ作品でも、通常のデンジャラスボムが度々登場する。

## バトルステージ（バトルゲーム）
バトルゲームでは全部で10のステージが用意されており、それぞれステージ内の仕掛けが異なっている。また裏技として、ハドソン製のスーパージョイカードを使いあることをすると、ステージを2つ追加することができる。さらに特定のパスワード入力によってステージ1-10のブロック配置やアイテムなどが変化した別バージョンとなる。
ステージ1（いつもの）
特に仕掛けのない、シリーズおなじみのオーソドックスなステージ。
ステージ2（のろのろびゅーん）
時計のステージ。一定時間おきに、移動速度と爆弾の爆発する時間間隔が変更される。
ステージ3（すげだまごろごろ）
亜空間のステージ1-3と同じ風景だが、新たに中央に2つの玉が設置されている。触ると持っているアイテムをばらまいてしまう（ただしその間は無敵状態）。玉は爆風を当てるとソフトブロックを壊しながら一定距離動く。また、玉はアイテムを消してしまう。
ステージ4（ぷっしゅでぽとん）
原始時代前半のステージと同じ風景だが、周囲が谷底になっており、ノーマルゲームと異なり落下しミスになる仕掛けになっている。落ちそうになるとボンバーマンが手をばたつかせるので、外周と反対方向に方向キーを入れると落下を回避できる。パワーグローブで相手を直接谷底に投げ落とすことも可能。
ステージ5（しびれてぼん）
亜空間のステージ4-5と同じ風景だが、外周の電流が背景ではなくトラップになっている。パワーグローブやプッシュで相手を電流に巻き込むと、痺れてアイテムをばらまかせることができる。ソフトブロックはなく、最初から全員パワーアップしている状態（爆弾5個、ファイアー6ブロック分、スピード初期値、パンチ、キック、パワーグローブ、プッシュ）でスタートする。
ステージ6（びっくりふろあ）
ダンジョンのステージ。床に爆風を当てるたびに、柄がランダムで変化する。通常床、ツルツル床（障害物に当たるまで止まれない）、ネバネバ床（移動速度が遅くなるほかボムキックで蹴った爆弾も止まる）、ドクロ床（一定時間操作が上下左右逆になる）の4種類。
ステージ7（かくれんぼん）
超未来のステージ。新たに屋根が設置され、隠れることができる。また、ボムキックで蹴った爆弾を曲げる矢印も設置されている。
ステージ8（ぐるぐるすろっと）
ノーマルゲームのボーナスステージに使われていた背景の1つ。ボタンに爆風を当てるとスロットが回転、ボタンを踏むと止められる。絵柄は7・BAR・火力マーク・ドクロの4種類で、組み合わせによってアイテムが画面上から湧き出てくる。なお、ドクロの絵柄は戦況を一変させるような極端な現象を引き起こすことがある。
ステージ9（ぎったんばっこん）
現代のステージ。新たにシーソーが設置されており、乗っている爆弾やボンバーマンを飛ばすことができる。シーソーは全てが連動している。
ステージ10（なりきりこすぷれ）
ダンスルームのようなステージ。通常アイテムに混じってアイテム「コスプレ」が隠されており、取るとハニーか小鉄に変身できる。変身中はハートと同じようにミスを1回防げるが、ボンバーマン以外のキャラが持つ特殊能力は使えなくなる。
ステージ11（とろっこやろう）
隠しステージその1。江戸時代のステージ。トロッコが設置されており、線路上のソフトブロックやボンバーマンを蹴散らして進む。爆弾を轢いた場合は即爆発する。線路やトロッコの位置にはいくつかパターンがあり、乗るたびに変化する。
ステージ12（はたはたとりとり）
隠しステージその2。ステージ上に各キャラの旗が用意されており、自由に持ち上げられる（Bボタンで置くこともできる）。自分の色の旗を燃やされると、たとえ爆風を受けていなくても倒されることになる。

## 開発、キャンペーン
シリーズプロデューサーの藤原茂樹と美術担当の水野祥司によると開発段階ではアイテム「コスプレ」を取得した際、ハニーと小鉄だけでなく『ドレミファンタジー』のミロンや『天外魔境ZERO』のヒガン・スバル・テンジン・赤丸にもコスプレできるようにするアイデアがあったという。
（出典：）
本作の初回出荷分の内の7777本に「当たりはがき」が封入されており、返信部分に必要事項を記入して郵送するとボンバーマンのぬいぐるみ「ねっぱれボンバー」がプレゼントされた。

## スタッフ
- ゲーム・デザイン：平井隆之
- マップ・デザイン：沼宮内純也
- プレイヤーキャラクター・デザイン：村中恵、沼宮内純也
- エネミー・デザイン：たざわみえこ、村中恵、しまだひろみ
- ビジュアル・デザイン：しまだひろみ、たざわみえこ、かすやのりこ
- アート・デザイン：水野祥司、吉見直人
- メイン・プログラマー：すみたたけお
- サブ・プログラマー：よしだかずひろ、松井裕
- プログラム・アシスタント：まつもとともゆき
- サウンド・プロデューサー：三井啓介
- サウンド・ディレクター：金佳代子、滝本利昭
- ボイス：杉山佳寿子、龍田直樹
- 音楽：竹間淳
- 編曲：福田裕彦
- サウンド・オペレーター：小原肇
- テクニカル・サポート：白水薫里
- スペシャル・サンクス：藤原茂樹、笹川敏幸、高橋克昇、中川周治、三藤秀樹、三谷晴基、電気未来社
- ディレクター：藤原伸介、今田真二
- プロデューサー：小崎整

## 評価
ゲーム誌『ファミ通』の「クロスレビュー」では合計29点（満40点）、『ファミリーコンピュータMagazine』の読者投票による「ゲーム通信簿」での評価は以下の通り、23.2点（満30点）となっている。
| 項目 | キャラクタ | 音楽 | お買い得度 | 操作性 | 熱中度 | オリジナリティ | 総合 |
| 得点 | 4.2        | 3.6  | 3.8        | 3.9    | 4.1    | 3.6            | 23.2 |

ライターの網島レイビンはニュースサイト「リアルサウンド」に寄せたコラムの中で、本作はボンバーマンシリーズの異色作だと述べている。たとえば、対戦モードの「ぷっしゅでぽとん」というステージでは周囲に壁がないため、他のボンバーマンを転落させたり投げ飛ばすという戦略が取られやすいため、「爆弾で相手を倒す」というボンバーマンの要素がなくなり、まったくの別物になったと網島は指摘する。網島は異色作である分、カオスな部分もネタとして楽しめると評している。

## 関連書籍
- スーパーボンバーマン4 ハドソン公式ガイドブック
  - 1996年、小学館発行、ISBN 4-09-102540-4
- ボンバーマン爆裂大図鑑
  - 1996年、講談社（コミックボンボンスペシャル）、ISBN 4-06-103303-4。むさしのあつしによる4コマ漫画が掲載されている。